# Stictonaclia myodes
Stictonaclia myodes là một loài bướm đêm thuộc phân họ Arctiinae, họ Erebidae.